# Radigan Point
Der Radigan Point ist eine verschneite Landspitze im Südwesten der westantarktischen Alexander-I.-Insel. Sie markiert das nordwestliche Ende der Harris-Halbinsel und trennt das Verdi Inlet vom Brahms Inlet.
Der britische Geograph Derek Searle vom Falkland Islands Dependencies Survey kartierte sie 1960 anhand von Luftaufnahmen der US-amerikanischen Ronne Antarctic Research Expedition (1947–1948). Das Advisory Committee on Antarctic Names benannte die Landspitze nach Matthew James Radigan (* 1955), Kommandant der Navy-Flugstaffel VXE-6 von Mai 1983 bis Mai 1984.